# Marina Serra
Marina Serra is een plaats (frazione) in de Italiaanse gemeente Tricase.